# Chomiczek kaukaski
Chomiczek kaukaski, chomik kaukaski (Mesocricetus raddei) – gatunek ssaka z podrodziny chomików (Cricetinae) w obrębie rodziny chomikowatych (Cricetidae).

## Zasięg występowania
Chomiczek kaukaski występuje w zależności od podgatunku:
- M. raddei raddei – większość zasięgu przebiega między dolnym biegiem rzeki Don a południowym Dagestanem (Rosja), w tym pojedynczy opis w skrajnie północno-wschodniej Gruzji.
- M. raddei avaricus – środkowa część płaskowyżu w Dagestanie.

## Taksonomia
Gatunek po raz pierwszy zgodnie z zasadami nazewnictwa binominalnego opisał w 1894 roku niemiecki zoolog i paleontolog Alfred Nehring nadając mu nazwę Cricetus nigricans raddei. Holotyp pochodził z obszaru rzeki Samur, w Dagestanie, w północnym Kaukazie, w Rosji. 
We wcześniejszych ujęciach systematycznych M. raddei był uważany za synonim M. auratus, ale oba te gatunki tworzą grupę siostrzaną. Mają identyczny kariotyp (2n = 44), ale różnią się morfologią i sekwencją nukleotydów. M. raddei obejmuje formę nigriculus jako młodszy synonim podgatunku nominatywnego. Autorzy Illustrated Checklist of the Mammals of the World rozpoznają dwa podgatunki.

### Etymologia
- Mesocricetus: gr. μεσος mesos „środkowy, pośredni”; rodzaj Cricetus Leske, 1779 (chomik)[11].
- raddei: Gustav Ferdinand Richard Radde (1831–1903), pruski przyrodnik, podróżnik po Syberii i Kaukazie[12].
- avaricus: Awarowie, naród zamieszkujący rosyjski Dagestan[5].

## Morfologia
Długość ciała (bez ogona) 149–220 mm, długość ogona 12–20 mm; masa ciała 200–300 g. 